# Sensor d'empremta digital
Un sensor d'empremta digital (també conegut com a sensor d'empremta dactilar, lector d'empremta dactilar o sensor biomètric) és un dispositiu que és capaç de llegir, guardar i identificar les empremtes dactilars (generalment del dit polze, encara que la majoria no té problemes a acceptar els altres dits). Tots els sensors biomètrics compten mínimament amb una peça que és sensible al tacte. Aquests dispositius s'han fet populars arran que els últims telèfons intel·ligents i tauletes han incorporat aquest sistema, ja que és el que major seguretat aporta. En l'actualitat, les contrasenyes proporcionen una mica de protecció, però recordar i saber on estan guardats els diferents codis de cada màquina és un problema en si mateix. Amb les targetes intel·ligents, passa una cosa semblant: si perdem la nostra targeta no podrem fer ús de les facilitats que ofereix. Semblaria lògic utilitzar algun identificador que no es pogués perdre, canviar o falsificar. Les tècniques de la biometria s'aprofiten del fet que les característiques del cos humà són úniques i fixes. Els trets facials, el patró de l'iris de l'ull, els trets de l'escriptura, l'empremta dactilar, i molts són els que s'utilitzen per a aquestes funcions, incloent l'ADN.

## Òptics reflexius
Es basen en la tècnica més antiga, consisteix a col·locar el dit sobre una superfície de vidre o un prisma que està il·luminat per un díode led. Quan les crestes de les petjades del dit toquen la superfície, la llum és absorbida, mentre que entre aquestes crestes es produeix una reflexió total. La llum resultant i les zones de foscor són registrades en un sensor d'imatge. A la pràctica hi ha algunes dificultats amb aquesta tècnica: les imatges obtingudes amb dits humits i secs són molt diferents i, a més, el sistema és sensible a la pols i a la brutícia de la superfície. La unitat té una mida considerable, poc pràctic i car. Aquest sistema és fàcil d'enganyar i si la pell està deteriorada o danyada, la petjada no es reconeix correctament. El reconeixement de l'empremta dactilar de la gent gran també és difícil de fer ja que la pell no és prou elàstica. En algunes circumstàncies això pot produir un reconeixement fals. Si la petjada emmagatzemada va ser presa amb menys pressió, es poden produir acceptacions falses.

## Òptics transmissius
Aquesta tècnica funciona sense contacte directe entre el dit i la superfície del sensor. La llum passa a través del dit des de la cara de l'ungla, i a l'altre costat, mentre que una càmera pren una imatge directa de l'empremta dactilar. La humitat no produeix cap dificultat. El sensor veu a través de la superfície de la pell sobre una superfície més profunda i produeix una imatge multiespectral. L'ús de diferents longituds d'ona per generar imatges ens proporciona informació de diferents estructures subcutànies, indicació que l'objecte en qüestió és un dit genuí. L'ús de filtres polaritzats ortogonals assegura que només la llum que té importància al seu pas sota la pell és la que passa, i bloqueja la llum que es reflectiria directament de la superfície. Només uns dits artificials molt precisos podrien tenir la possibilitat d'enganyar a aquest sensor.

## Capacitius
El sensor és un circuit integrat de silici i la superfície està coberta per un gran nombre d'elements transductors (o píxels), amb una resolució típica de 500 dpi. Cada element conté dos elèctrodes metàl·lics adjacents. La capacitat entre els elèctrodes, que forma un camí de realimentació per a un amplificador inversor, es redueix quan el dit s'aplica sobre aquesta superfície: es redueix més quan detecta crestes i menys quan detecta l'espai entre elles. El sensor és susceptible a les descàrregues electroestàtiques. Aquests sensors només treballen amb pells sanes normals, ja que no són operatius quan s'utilitzen sobre pells amb zones dures, calls o cicatrius. La humitat, el greix o la pols també poden afectar el seu funcionament.

## Mecànics
Es tracta de desenes de milers de diminuts transductors de pressió que es munten sobre la superfície del sensor. Un disseny alternatiu utilitza commutadors que estan tancats quan són pressionats per una cresta, però romanen oberts quan estan sota una vall. Això només proporciona un bit d'informació per píxel, en lloc de treballar amb una escala de grisos.

## Tèrmics
En aquest cas es detecta la calor conduït pel dit, el qual és més gran quan hi ha una cresta que quan hi ha una vall. S'ha desenvolupat un component de silici amb una matriu de píxels denominat "FingerChip", és a dir, "circuit integrat dit", cadascun dels quals està cobert amb una capa de material piroelèctric, en què un canvi de temperatura es tradueix en un canvi en la distribució de càrrega de la seva superfície. La imatge està en l'escala de grisos que té la qualitat adequada fins i tot amb el dit desgastat, amb brutícia, amb greix o amb humitat. El sensor disposa d'una capa protectora robusta i pot proporcionar una sortida dinàmica.

## Sortida dinàmica
La majoria dels sensors descrits han estat alterats en el passat. Per evitar això, s'ha afegit una nova manera de funcionament. En lloc de col·locar senzillament el dit de forma estàtica sobre el sensor, el dit es desplaça lentament al llarg del mateix. El sensor només disposa d'una estreta zona sensible, i genera una seqüència completa d'imatges, les quals poden ser re-ensamblades, mitjançant un processador, en una imatge completa. Les prestacions es milloren de manera apreciable i es garanteix l'eliminació de qualsevol greix residual.

## Formes de construcció
Hi ha dues formes de construcció: L'escàner d'empremtes dactilars estancat i l'escàner en moviment.

### Estancat
El dit ha arrossegués sobre l'àrea d'escaneig petita. Això és més barat i menys fiable que a l'escàner mòbil. La imatge no és molt bona quan el dit no s'arrossega regularment sobre l'àrea d'escaneig.

### En moviment
El dit es troba a l'àrea d'escaneig, mentre que l'escàner s'executa sota. A causa que l'escàner s'executa regularment sobre l'empremta digital, les imatges són millors.